# Vi-skogen
Vi-skogen är en svensk biståndsorganisation som genom trädplantering arbetar med att bekämpa fattigdom och förbättra miljön. Detta görs tillsammans med bönder i området runt Victoriasjön i östra Afrika. Vi-skogen arbetar i Kenya, Tanzania och Uganda.
Grunden för Vi-skogens arbete är skogsjordbruk – att plantera träd och grödor tillsammans. Det ger ökad tillgång till mat, större inkomster och skydd mot klimatförändringarnas negativa effekter. Sedan starten 1983 har organisationen bidragit till att plantera 120 miljoner träd och förbättrat livet för mer än två miljoner människor. 
Organisationen har sitt ursprung i tidningen Vi och ett reportage av Sten Lundgren under 1982. Efter en reportageresa till Kenya rapporterade han om den jorderosion han såg, och via tidningen startades en insamling till vad som enbart var menat som ett trädplanteringsprojekt. 1986 separerades verksamheten från tidningen och upprättades i form av en stiftelse, vars styrelse utses av Kooperativa Förbundet KF årligen.
I Sverige arbetar Vi-skogen främst med insamling, kommunikation och påverkan. Vi-skogen har tre ambassadörer; Helen Sjöholm, Babben Larsson och Anders Lundin. 

## Kampanjer

### Trees and Love
Under 2016 och 2017 driver Vi-skogen kampanjen "Trees and Love" som samlar in pengar till utbildning av barn och ungdomar i miljö- och klimatfrågor. Läs mer om arbetet.

### Livet utan träd
2013 startade kampanjen "Livet utan träd" för att uppmärksamma fler svenskar på problemet med avskogning. Med hjälp av datoranimeringar kan man se hur svenska parker skulle se ut om alla träd försvann.

### Tusen tankar om träd
I samband med Vi-skogens 30-årsjubileum 2013 gavs boken ”Tusen tankar om träd” ut. Där berättar 100 kända och okända personer om sin relation till träd, bland andra Katarina Frostenson, Babben Larsson, Theodor Kallifatides, Lill Lindfors, Daniel Boyacioglu och Maria Westerberg.